# Rythme de guerre
Rythme de guerre (titre original : Rhythm of War) est un roman de fantasy de Brandon Sanderson, paru en 2020 aux États-Unis puis en 2021 en français. C’est le quatrième tome d’une série prévue pour compter dix livres consacrés au monde de Roshar et intitulée Les Archives de Roshar.

## Résumé
La guerre fait rage aux quatre coins de Roshar. Les forces d'Abjection ont pris le contrôle de la moitié des royaumes humains. Les forces de la coalition luttent sur tous les fronts pour gagner du terrain, mais sont face à un obstacle de taille : leurs ennemis se réincarnent à chaque passage de la Tempête Éternelle. 
Dalinar, le meneur des armées humaines, doit faire appel aux sprènes pour former plus de Chevaliers Radieux, mais ces derniers semblent faire la sourde oreille. Il envoie donc une délégation prestigieuse composée de son fils Adolin et de la femme de celui-ci, la tisseflamme, Shallan dans le royaume cognitif afin de regagner la confiance des sprènes, trahi par l'espèce humaine il y a plusieurs millénaires.
De leur côté, Kaladin, capitaine en retraite forcé, ainsi que Navanni, la reine mère érudite, vont devoir résister face aux plans retors qu'Abjection à en tête pour Urithirhu, la grande cité des Chevalier Radieux.
Comme les derniers volumes des archives de Roshar, celui-ci explore, à travers des flashbacks, le passé de l'un des personnages. Cette fois-ci, nous suivons Venli, une Parshendi érudite devenue Chevalier Radieux, dans ses péripéties pour que son peuple puisse se défendre face à la récente menace causé par l'humanité pour son peuple.

## Réception
Le Point apprécie « un vrai style littéraire et une excellente traduction ».